# Charles Fleetwood
Charles Fleetwood (Aldwincle, 1618 circa – Londra, 4 ottobre 1692) è stato un generale e politico inglese, uno dei principali collaboratori e alleati di Oliver Cromwell.

## Biografia
Era figlio di sir Miles Fleetwood, un signorotto del Northamptonshire. Inizialmente avviato a divenire avvocato. Allo scoppio della guerra civile inglese si schierò dalla parte del Parlamento e combatté contro Carlo I d'Inghilterra. Venne ferito alla prima battaglia di Newbury e per il suo coraggio ricevette il comando di un reggimento.
Anche se fu uno dei responsabili della cattura di Carlo I nel 1648, non fu tra coloro che lo processarono e lo condannarono a morte (e questo in futuro gli avrebbe salvato la vita). Fu per breve tempo governatore dell'isola di Wight. Divenne uno dei collaboratori più fidati di Oliver Cromwell e lo assistette nell'invasione della Scozia. Per rafforzare il proprio legame con il nuovo capo politico della Gran Bretagna, Fleetwood nel 1652 sposò sua figlia Bridget Cromwell, ereditando anche il titolo di Lord deputato d'Irlanda dal primo marito di lei Henry Ireton. Agì quindi in vece di Cromwell in Irlanda, stroncando le ultime resistenze anti-parlamentari dell'isola.
Pacificata l'Irlanda entro nel 1653, Fleetwood ne cominciò un'aggressiva opera di colonizzazione in favore dei protestanti inglesi, che entrarono in possesso della maggior parte delle proprietà terriere dell'isola a sfavore dei locali cattolici. Fedelissimo di Cromwell e forse ambendo a succedergli dopo la sua morte nel 1658, non si dimostrò disposto ad accettare l'autorità di suo figlio Richard, obbligandolo a sciogliere il parlamento ribelle e deponendolo dal potere.
Nel frattempo tuttavia era rientrato in Inghilterra George Monck, I duca di Albemarle con l'intenzione di restaurare sul trono gli Stuart; Fleetwood, rendendosi conto della debolezza dei ribelli, tentò di trattare coi realisti per evitare spargimenti di sangue ormai inutili. Monck tuttavia riuscì a restaurare il Parlamento a Londra, che privò Fleetwood del suo grado di maggior generale revocandogli anche qualsiasi potere e incarico. A differenza di molti altri cromwelliani, non venne perseguitato dal nuovo re Carlo II d'Inghilterra poiché non aveva avuto a che fare con la morte di Carlo I, ma dovette comunque ritirarsi permanentemente a vita privata, morendo nel 1692.